# Олбрайт, Лола
Лола Джин Олбрайт (англ. Lola Jean Albright; 20 июля 1924 — 23 марта 2017) — американская актриса и певица.

## Биография
Родилась в Огайо в семье певцов в стиле госпел Джона Пола и Марион Олбрайт. Свою карьеру начала на радио, затем работала в качестве модели, после чего уехала в Голливуд, где в 1947 году состоялся её кинодебют. За годы карьеры на большом экране Олбрайт снялась более чем в 20 кинокартинах, среди которых «Чемпион» (1949), «Убийца, запугавший Нью-Йорк» (1950), «Нежный капкан» (1955), «Монстры-монолиты» (1957), «Кид Галахад» (1962), «Хищники» (1964) и «Путь на Запад» (1967). в 1966 году за роль в картине «Господь любит утку» она была удостоена премии «Серебряный медведь» на Берлинском кинофестивале за лучшую женскую роль.
Помимо ролей в большом кино Олбрайт параллельно активно работала на телевидении, где у неё были роли в телесериалах «Дымок из ствола», «Альфред Хичкок представляет», «Сыромятная плеть», «Бонанза», «Агенты А. Н.К. Л.», «Коломбо», «Старски и Хатч» и «Пейтон-Плейс». В 1957 году её участие в телесериале «Питер Ганн» привело к сотрудничеству с композитором Генри Манчини, с оркестром которого она записала два музыкальных альбома в качестве вокалистки — «Lola Wants You» (1957) и «Dreamsville» (1959). Роль в этом же сериале в 1959 году была отмечена номинацией на премию «Эмми».

## Личная жизнь
Лола Олбрайт трижды была замужем, и все её браки заканчивались разводом. Её вторым супругом был популярный голливудский актёр Джек Карсон, с которым она была вместе с 1952 по 1958 год.

## Награды
- «Серебряный медведь» 1966 — «Лучшая актриса» («Господь любит утку»)